# 约瑟夫·科尼
约瑟夫·科尼（英語：Joseph Kony，1961年—）是乌干达游击队圣主抵抗军（LRA）的领导者。他欲建立一个基于十诫和阿乔利传统的政教合一政府，该组织被指严重侵犯人权，包括涉及誘拐、致残、施虐、强奸、性虐幼女、绑架平民、奴役童兵和屠杀等罪行。在科尼的带领下，圣主抵抗军在乌干达北部、民主剛果、苏丹、南苏丹拥有群众基础。自1986年叛乱以来，绑架和强迫约6,6000名童兵與雛妓加入战争，迫使国内超过200万人流离失所。自2005年因被控犯下總計21項战争罪和12項危害人类罪，遭荷蘭海牙的國際刑事法院通緝起诉，潜逃至今。

## 生平

### 早期生活
约瑟夫·科尼1961年出生于乌干达北部村庄Odek的农民家庭。他的父亲是一名天主教会的教义问答，而母亲则是一名新教聖公宗的信徒。和兄弟姐妹关系甚好，但是如果他對人不滿，他会毫不犹豫的实行报复。当遭到质疑和反对时，他通常选择用武藝解決，而不是雄辩，但其實他童年上学时由于身材矮小经常受到同学和老师的嘲讽。后来跟随哥哥充当巫医，自稱能通靈，並得到耶和華的神諭。1976年，乌干达局势混乱，15岁的科尼辍学加入反对派，开始战争生涯。

### 圣主抵抗军
初期，科尼的组织命名为“联合神圣救世军”（United Holy Salvation Army），随即开始绑架平民儿童加入战争，男孩被迫成為娃娃兵，女孩则沦为军妓和性奴。科尼经常在绑架他们后杀掉他们的家人和邻居。据统计，自1986年以来，被科尼强行征募的儿童约为66,000人。1992年，该组织更名为圣主抵抗军。科尼更神格化个人形象，煽动仇恨。多年来，该组织频繁袭击平民，造成至少数万人丧生，200万人无家可归。
2012年3月乌干达官方声明称，乌干达人民国防军部队在2006年年中成功地驱逐圣主抵抗军，圣主抵抗军已逃窜到非洲中部国家交界处的复杂地势中，不在乌干达地区活跃，势力也已削弱到不足300人。

## 国际通緝
“圣灵抵抗军”的所作所为引发国际社会的广泛关注和谴责。在9·11事件后，美国政府将约瑟夫·科尼及其領導的圣主抵抗军列入恐怖组织名单。
2005年，国际刑事法院以危害人类罪、战争罪等多項罪名指控，向包括科尼在内的该组织五位主要領導人，发出逮捕令；2006年国际刑警组织也向其发出通缉令。地区政府多次联合行动，清剿该反抗军。国际上，美国民间成立了Invisible Children的公益组织，呼吁国际社会关注乌干达地区相关事件，并提请尽快缉捕科尼，结束其军队的罪行。在其游说下美国已派出一支小规模部队前往该国协助逮捕科尼，但由于规模过小，仍未发现其行踪。
2012年3月，一部名為《科尼2012》（Kony 2012）的30分鐘記錄片廣泛流傳於網路上，該記錄片由非營利組織Invisible Children的Jason Russell導演，該片的訴求為希望能得到世人更多的關注於科尼的所作所為，並且藉由大眾的注意下，使美國政府在此議題更有作為。但這部片子由慈善組織African Youth Initiative Network在烏干達北部公映後，受到了現場觀衆的憤怒抵制，許多人覺得這部來自外國的不實影片是在輕視和兜售他們的苦難。2022年11月，国际刑事法院检察官打算對逃亡中的科尼召開聽證會。

## 外部連結
- KONY 2012（中文字幕） （页面存档备份，存于）
- RESPONSE TO INTERNATIONAL DISCOURSE OF LRA ACTIVITY（烏干達政府的聲明）
- Kony 2012: what's the real story? （页面存档备份，存于）